# Луканов Юрій Вадимович
Ю́рій Вади́мович Лука́нов  (*26 грудня 1958, Київ) — журналіст, медіа-експерт і громадський діяч. Колишній голова Незалежної медіа-профспілки України (2011—2016). Автор документальних книжок, книги прози про війну, документальних фільмів, посібників з безпеки журналістів, трьох книжок політичних епіграм. Написав численні колонки з аналізом внутрішньої і зовнішньої політики України. Автор близько сотні матеріалів з Майдану, анексії Криму, війни на Донбасі. Займається захистом прав журналістів у співпраці з ОБСЄ, Міжнародною і Європейською федераціями журналістів. Є тренером з безпеки під час роботи журналістів у гарячих точках.

## Життєпис
- 1958 — народився в Києві.
- 1966—1976 — навчався в київській середній школі № 93.
- 1977—1982 — навчався в Київському державному університеті імені Тараса Шевченка, факультет журналістики.
- 1982—1986 — кореспондент газети «Молодь України».
- 1986—1987 — старший редактор радіостанції «Молода гвардія», Держтелерадіо України.
- 1987—1989 — кореспондент газети «Молодь України».
- 1989 — випускав підпільну газету «Вісник Руху»; організатор пресового забезпечення 1-го фестивалю «Червона рута».
- 1989—1990 — редактор газети «За народний парламент», секретаріат НРУ.
- 1990—1991 — редактор-менеджер видавництва «Такі справи».
- 1991—1992 — завідувач відділу інформації, керівник пресового забезпечення президентської передвиборчої кампанії В. Чорновола та рухівського штабу перед референдумом за незалежність України, секретаріат НРУ.
- 1992 — стажувався в National Forum Foundation (США).
- 1993 — редактор-продюсер Міжнародного канадського радіо (м. Монреаль).
- 1995 — головний медіа консультант передвиборчої кампанії виборчого об'єднання «Столиця» до Київміськради.
- 1993—1996 — політичний оглядач, Інформаційне агентство УНІАН.
- 1996—1997 — політичний оглядач, газета «День».
- 1997 — редактор-менеджер, видавництва «Такі справи».
- 1997—1998 — спеціальний кореспондент газети «Всеукраинские ведомости».
- 1998—1999 — вільний журналіст, який працює над окремими проектами.
- 1999 — автор циклу телепередач «Бюро розслідувань» ТРК «Гравіс».
- 2001 — медіаконсультант Прес-служби католицьких церков з підготовки Візиту в Україну Папи Івана Павла ІІ.
- 2002—2005 — медіаконсультант видавництва «Такі справи».
- 2002—2003 — відповідальний редактор Радіослужби «Панорама новин».
- 2004—2005 — ведучий ток-шоу на радіо «НАРТ».
- з 2002 — вільний журналіст, учасник різних медіапроектів.
- з 2008 — голова Комітету Київської незалежної медіа-профспілки.
- з 2011 по 4.06.2016 — голова Незалежної медіа-профспілки України.
- з 01.08.2016 — 2018 — спеціаліст з міжнародної адвокації Центру інформації про права людини.
- з 2018 до сьогодні — автор окремих проектів.

## Доробок
- Книга воєнної прози «Reporter Volkovsky» у перекладі англійською мовою вийшла у США. Публікацію здійснено техаським видавництвом «Defiance Press» (2023). З 9 по 28 квітня 2023 року за підтримки фундації «United Help Ukraine» мав презентаційний тур навчальними закладами США. Презентації відбулися в університеті A&M, штат Техас, в університеті Oakland, штат Мічиган, в Manor коледжі, місто Філадельфія, штат Пенсильванія, в університеті Джорджа Вашингтона, Вашингтон DC, в Університеті Elon, штат Північна Кароліна, у Школі Українознавства «Нова хвилька» громадської організації «Нова хвиля», місто Нью-Йорк, штат Нью-Йорк.
- Автор книжки «Знайти убивцю Фільова. Фантасмагоричні оповідання про „ДНР“ у складі України./Репортер Волковський. Карколомні пригоди журналіста на війні». Видано агентством «Україна». (2020).
- Автор книжки «Янелох», збірника політичних епіграм-козюльок та інших приколів, виданої коштом автора. (2020).
- Автор книжки «Пресувальна машина: як Росія знищувала свбоду слова в Криму», виданої Центром інформації про права людини (2018). Книжка перекладена англійською мовою — «The Press: how Russia destroyed media freedom in Crimea».
- Автор-упорядник електронного посібника «Безпека журналістів в Україні: 2013—2014», виданого а рамках спільного проекту Міжнародної федерації журналістів, Незалежної медіа-профспілки України і Національної спілки журналістів України (2015).
- Співавтор посібника «Безопасность и солидарность журналистов. Украина. 2014», виданого під егідою Міжнародної федерації журналістів (2015).
- Співавтор посібника під егідою ОБСЄ «Взаємодія журналістів із працівниками міліції під час масових заходів».
- Автор книжки дорожніх нотаток «Європейський феєрверк» (2006).
- Співавтор сценарію десятисерійного телевізійного документального фільму «НАТО: свій чи чужий?» (2006, медіацентр «Розмай).
- Продюсер, автор ідеї і сценарію телевізійного документального фільму „Мавпи“ народилися в Черкасах» (2006, ПеПеЮеЛ).
- Автор книжки епіграм-козюльок «Колода від Ющенка», (2006, «Такі справи»).
- Автор книжки епіграм та віршиків чорного гумору «Козюльки» («Такі справи», 2002 і 2003).
- Продюсер, автор ідеї сценарію телевізійного документального фільму «Портрет мафії в жіночому інтер'єрі» (2004, ПеПеЮеЛ).
- Продюсер, автор ідеї та автор сценарію телевізійного документального фільму «Хто ви є, містер Джекі?» (2001, ТРК «Гравіс» за участі UMC).
- Автор і продюсер документального телефільму «Три любові Степана Бандери» (1998, ТІА «Вікна»).
- Автор книжки «Третій Президент. Політичний портрет Леоніда Кучми» (1996, «Такі справи»).

Друкувався і друкується в газетах й інтернет-виданнях «День», «Газета по-українськи» (інтернет-версія gazeta.ua), «Kyiv Post», «Телекритика», «Известия в Украине», «Обозреватель», «Московские новости», «Экономические известия», Радіо «Свобода» (сайт), «Український тиждень», Detector Media, Texty.org.ua, United Press International, The Financial Times. Був теле- і радіоведучим.
Про самого себе каже, що він «серйозний журналіст, який часто валяє дурня», бо, крім серйозних творів, пише «несерйозні» епіграми і віршики чорного гумору.
Написав першу в Україні незалежну книжку про чинного на той час главу держави «Третій Президент. Політичний портрет Леоніда Кучми». Автор сценарію і продюсер кількох документальних фільмів, серед яких найпомітніші «Три любові Степана Бандери», «НАТО: свій чи чужий?» (співавтор сценарію), «Хто ви є, містер Джекі?» — останній про стосунки дисидента Валерія Марченка з громадянкою Голландії Джекі Бакс, яка писала йому в неволю аж чотири роки, доки він не помер.
Видав книжку з назвою, яка багатьом здається гидотною. Це збірник політичних епіграм і віршиків чорного гумору «Козюльки». Потім продовжив тему і видав 2006 року ще один збірник уже суто політичних епіграм «Колода від Ющенка». 2020 року видав збірник політичних епіграм-козюльок та інших приколів «Янелох», який присвячений Володимиру Зеленському та його команді.
Є автором тисяч статей, авторських колонок, репортажів. Зокрема, розслідування, завдяки яким двоє безневинно засуджених чоловіків вийшли на волю. Любить роботу в полі — робив репортажі з ліквідації аварії на Чорнобильській АЕС, з війни в Грузії 2008 року, з Кишинева 2009 року, коли там були заворушення і горів парламент, з Москви після терактів у метро 2010 року тощо. Висвітлював конфлікт на Майдані 2013—2014 років, анексію Криму, війну на Донбасі.
Попри серйозність такої роботи, його улюбленою фразою є: «Не стався до життя надто серйозно — все одно живим тобі з нього не видряпатися».
Виступав з доповідями і організовував сайд-івенти на міжнародних конференціях. Зокрема, «Ukraine's Domestic and Foreign Affairs: Quo vadis?», University of Oxford. United Kingdom, 2011; Конференція ОБСЄ з людського виміру у Варшаві, 2016;  Додаткова нарада ОБСЄ з людського виміру на тему «Свобода вираження думок і масової інформації, особливо за умов конфлікту», Відень, 2016 та інших.
У червні 2018 підтримав відкритий лист діячів культури, політиків і правозахисників із закликом до світових лідерів виступити на захист ув'язненого у Росії українського режисера Олега Сенцова й інших політв'язнів.

## Нагороди
- Лауреат Премії імені Івана Франка Національної спілки журналістів України (2001).[3]